# Pterostichus distinctus
Espèce
Pterostichus distinctus est une espèce fossile d'insecte coléoptère de la famille des Carabidae (les carabes), sous-famille des Pterostichinae et du genre Pterostichus.

## Classification
L'espèce Pterostichus distinctus est décrite en 1939 par les deux paléontologues français Louis Émile Piton (1909-1945) et Nicolas Théobald (1903-1981) et 1939,. 

### Holotype fossile
L'holotype de l'ère Cénozoïque, de l'époque Oligocène et de l'âge Chattien (28,4 à 23,03 Ma), vient de la localité de Puy-Saint-Jean, sur la commune de Vertaizon, à l'est de Clermont-Ferrand et au nord-est de Mur-sur-Allier, près d'un lac de cratère de l'Oligocène, collecté par M. A. Rudel.

### Étymologie
L'épithète spécifique distinctus signifie « distinct » en latin.

## Description

### Caractères
« Moule interne de l'élytre droit, coloration brune. Forme allongée, bord antérieur droit ; scutellum moyen, triangulaire, épipleure étroite, épaule effacée ; bords sutural et marginal presque droits et parallèles jusqu'auprès du sommet qui est arrondi. Profil à peine bombé en longueur, plus fortement en largeur. surface striée-ponctuée, neuf stries peu profondes et une striole scutellaire, stries disparaissant près du sommet en commençant par les plus internes ».

### Dimensions
Longueur=5 mm ; largeur=2 mm .

## Affinités
« Les insectes du genre Pterostichus sont de taille moyenne ; ils ont des élytres striés ponctués, ornés de neuf stries et d'une striole scutellaire.
Émile Oustalet (Ann. Soc. Géol. p. 5, 1874) a décrit deux formes de l'Oligocène d'Aix : Feronia minax et F. provincialis. Ce dernier est de taille à peine inférieure à notre insecte. Néanmoins on ne saurait affirmer l'identité de Feronia provincialis et de Pterostichus distinctus car Oustalet ne décrit les élytres que de façon succincte. Il dit aussi que la surface de l'élytre de F. provincialis est ornée de cinq ou six sillons fins, ce qui n'est pas le cas dans notre échantillon ».

## Biologie
Le genre Pteroschistus renferme de nombreux sous-genres et espèces vivant dans les bois, sous les feuilles, la mousse et les pierres et dans les terrains marécageux des régions paléarctiques.

## Galerie
- Quelques espèces vivantes du genre Pterostichus.
- A : Pterostichus acutidens
B : Pterostichus melanodes
C : Pterostichus rasilis.
- Pterostichus oblongopunctatus.
- Pterostichus madidus.
- Pterostichus.melanarius (le Carabe noir des jardins).

### Publication originale
- L. Piton et N. Théobald, « Les Insectes fossiles du Puy-de-Mur (Limagne). », Bulletin de la Société des Sciences de Nancy, N° 9,‎ 1936, p. 202-214,12 figures. .
- Louis Émile Piton et Nicolas Théobald, Poissons, crustacés et insectes fossiles de l'Oligocène du Puy-de-Mur (Auvergne)., vol. 4, coll. « Mémoires de la Société des Sciences de Nancy », 1939, 77-123, 28 fig., 2 pl. (ISSN 0369-2183).